# 幸村ケンシロウ
幸村 ケンシロウ（ゆきむら ケンシロウ、1964年8月28日 - ）は、日本のプロレスラー。本名：幸村 賢一郎（ゆきむら けんいちろう）。

## 経歴
1988年、熊本商科大学経済学部卒業後、プロレスラーになるため、新日本プロレス学校の入試に合格してプロレスの基礎を学ぶ。
1989年、父親が病気で倒れたことにより、実家の菓子問屋を継ぐため帰郷。家業の傍ら深夜にトレーニングを積んでいた。
1992年10月29日、ウルトラマンロビンの主催興行「フリーランスフェスティバル」DIAMOND HALL大会で幸村賢一郎として対ホー・デス・ミン戦でデビュー。
1994年6月、西日本プロレスに入団。
1996年、リングネームを幸村剣士郎に改名。12月、西日本を退団。
1997年1月、九州求道軍を設立。7月20日、三角駅前広場で九州求道軍のプレ旗揚げ戦を開催。
1999年、自宅の倉庫（菓子問屋）が家業をやめて全て使えるようになったのを機にトレーニングジム「ザ・ジム求道軍」を設立。
2001年、リングネームを幸村ケンシロウに改名。
2002年6月1日、団体名をプロレスリング求道軍に改称して熊本木材八代支店倉庫で旗揚げ戦を開催。
2005年、熊本市流通情報会館で「青少年健全育成チャリティー興行」を開催。
2007年、興行を一切止めて市町村、自治体、企業などの、お祭りや施設訪問でイベント形式による「地域活性型プロレス」へと方向変換する。
2009年、地元熊本の小中学校の体育館で青少年の教育を目的とした「教育プロレス」を開催。
2010年5月19日、子どもの健全育成と社会教育を目的としたNPO法人教育プロレス幸村ケンシロウを設立。

## 得意技
ムーンサルトプレス
ジャーマンスープレックス
ダブルアームスープレックス
キャプチュード
ケンシロウスペシャル
バズソーキック
仰向けになった相手の上半身を起こして相手の左側頭部を振り抜いた右足の甲で蹴り飛ばす。
各種キック

## 入場曲
- Mother Ship（春畑道哉）

## タイトル歴
- 九州タッグ王座

## エピソード
- プロレスリング求道軍道場で中学生対象の学習塾を開いていた。

- 熊本商科大学（現：熊本学園大学）の「プロレス研究会」の後輩にハヤブサ、ミスター雁之助らがいる。

## テレビ出演
- 窓をあけて九州（RKK）（2010年7月4日）
- ドキュメント20min.（NHK）（2010年11月1日）[1]